# Za prawdę
"Za prawdę" (biał. "За праўду") – kolaboracyjne pismo na okupowanej Białorusi podczas II wojny światowej
Pismo wychodziło od 24 lutego do 29 czerwca 1944 r. w okupowanym Nowogródku. Wyszło ogółem 37 numerów. Funkcję redaktora naczelnego pełnił M. Rahula. Teksty ukazywały się po białorusku. Artykuły i felietony dotyczyły walk na frontach II wojny światowej, działalności białoruskich organizacji narodowych, życia na okupowanej Białorusi, historii i kultury białoruskiej. Ukazywały się też utwory pisarzy białoruskich.